# Freestyleskiën op de Olympische Winterspelen 2018 - Skicross vrouwen
Het onderdeel skicross voor vrouwen tijdens de Olympische Winterspelen 2018 vond plaats op 22 en 23 februari 2018 in het Bokwang Phoenix Park in Pyeongchang. Regerend olympisch kampioene was de Canadese Marielle Thompson. Thompson werd ditmaal uitgeschakeld in de achtste finales.

## Tijdschema
| Datum       | Lokale tijd | MET   | Ronde           |
| ----------- | ----------- | ----- | --------------- |
| 22 februari | 10:00       | 02:00 | Plaatsingsronde |
| 23 februari | 10:00       | 02:00 | Finale          |

## Uitslag

### Plaatsingsronde
| Rang | Bib | Naam                     | Land                           | Tijd    | Achterstand |
| ---- | --- | ------------------------ | ------------------------------ | ------- | ----------- |
| 1    | 13  | Marielle Thompson        | Canada                         | 1:13.11 | −           |
| 2    | 15  | Kelsey Serwa             | Canada                         | 1:13.33 | +0.22       |
| 3    | 9   | Brittany Phelan          | Canada                         | 1:13.56 | +0.45       |
| 4    | 1   | Sandra Näslund           | Zweden                         | 1:13.58 | +0.47       |
| 5    | 12  | Fanny Smith              | Zwitserland                    | 1:13.90 | +0.79       |
| 6    | 3   | Alizée Baron             | Frankrijk                      | 1:14.11 | +1.00       |
| 7    | 7   | Katrin Ofner             | Oostenrijk                     | 1:14.30 | +1.19       |
| 8    | 5   | Andrea Limbacher         | Oostenrijk                     | 1:14.71 | +1.60       |
| 9    | 6   | Sami Kennedy-Sim         | Australië                      | 1:14.97 | +1.86       |
| 10   | 16  | Sanna Lüdi               | Zwitserland                    | 1:15.13 | +2.02       |
| 11   | 10  | India Sherret            | Canada                         | 1:15.48 | +2.37       |
| 12   | 14  | Marielle Berger Sabbatel | Frankrijk                      | 1:15.60 | +2.49       |
| 13   | 18  | Nikol Kučerová           | Tsjechië                       | 1:15.61 | +2.50       |
| 14   | 11  | Debora Pixner            | Italië                         | 1:15.72 | +2.61       |
| 15   | 4   | Anastasia Tsjirtcova     | Olympische atleten uit Rusland | 1:15.83 | +2.72       |
| 16   | 19  | Talina Gantenbein        | Zwitserland                    | 1:15.97 | +2.86       |
| 17   | 2   | Lisa Andersson           | Zweden                         | 1:16.15 | +3.04       |
| 18   | 24  | Stephanie Joffroy        | Chili                          | 1:16.70 | +3.59       |
| 19   | 20  | Victoria Zavadovskaja    | Olympische atleten uit Rusland | 1:16.80 | +3.69       |
| 20   | 8   | Julia Eichinger          | Duitsland                      | 1:17.56 | +4.45       |
| 21   | 17  | Reina Umehara            | Japan                          | 1:17.81 | +4.70       |
| 22   | 23  | Emily Sarsfield          | Groot-Brittannië               | 1:18.25 | +5.14       |
| 23   | 22  | Priscillia Annen         | Zwitserland                    | 2:30.03 | +1:16.92    |
| 24   | 21  | Lucrezia Fantelli        | Italië                         | DNS     | +9.99       |

### Finaleronde

#### Achtste finale
Heat 1
| Rang | Bib | Naam              | Land | Opm. |
| ---- | --- | ----------------- | ---- | ---- |
| 1    | 17  | Lisa Andersson    | SWE  | Q    |
| 2    | 16  | Talina Gantenbein | SUI  | Q    |
| 3    | 1   | Marielle Thompson | CAN  |      |

Heat 2
| Rang | Bib | Naam              | Land | Opm. |
| ---- | --- | ----------------- | ---- | ---- |
| 1    | 8   | Andrea Limbacher  | AUT  | Q    |
| 2    | 9   | Sami Kennedy-Sim  | AUS  | Q    |
| 3    | 24  | Lucrezia Fantelli | ITA  | DNF  |

Heat 3
| Rang | Bib | Naam                     | Land | Opm. |
| ---- | --- | ------------------------ | ---- | ---- |
| 1    | 5   | Fanny Smith              | SUI  | Q    |
| 2    | 12  | Marielle Berger Sabbatel | FRA  | Q    |
| 3    | 21  | Reina Umehara            | JPN  |      |

Heat 4
| Rang | Bib | Naam            | Land | Opm. |
| ---- | --- | --------------- | ---- | ---- |
| 1    | 4   | Sandra Näslund  | SWE  | Q    |
| 2    | 13  | Nikol Kučerová  | CZE  | Q    |
| 3    | 20  | Julia Eichinger | GER  |      |

Heat 5
| Rang | Bib | Naam                  | Land | Opm. |
| ---- | --- | --------------------- | ---- | ---- |
| 1    | 3   | Brittany Phelan       | CAN  | Q    |
| 2    | 14  | Debora Pixner         | ITA  | Q    |
| 3    | 19  | Victoria Zavadovskaja | OAR  |      |

Heat 6
| Rang | Bib | Naam            | Land | Opm. |
| ---- | --- | --------------- | ---- | ---- |
| 1    | 6   | Alizée Baron    | FRA  | Q    |
| 2    | 22  | Emily Sarsfield | GBR  | Q    |
| 3    | 11  | India Sherret   | CAN  | DNF  |

Heat 7
| Rang | Bib | Naam             | Land | Opm. |
| ---- | --- | ---------------- | ---- | ---- |
| 1    | 7   | Katrin Ofner     | AUT  | Q    |
| 2    | 10  | Sanna Lüdi       | SUI  | Q    |
| 3    | 23  | Priscillia Annen | SUI  |      |

Heat 8
| Rang | Bib | Naam                 | Land | Opm. |
| ---- | --- | -------------------- | ---- | ---- |
| 1    | 2   | Kelsey Serwa         | CAN  | Q    |
| 2    | 15  | Anastasia Tsjirtcova | OAR  | Q    |
| 3    | 18  | Stephanie Joffroy    | CHI  |      |

#### Kwartfinales
Heat 1
| Rang | Bib | Naam              | Land | Opm. |
| ---- | --- | ----------------- | ---- | ---- |
| 1    | 9   | Sami Kennedy-Sim  | AUS  | Q    |
| 2    | 17  | Lisa Andersson    | SWE  | Q    |
| 3    | 16  | Talina Gantenbein | SUI  |      |
| 4    | 8   | Andrea Limbacher  | AUT  | DNF  |

Heat 2
| Rang | Bib | Naam                     | Land | Opm. |
| ---- | --- | ------------------------ | ---- | ---- |
| 1    | 5   | Fanny Smith              | SUI  | Q    |
| 2    | 4   | Sandra Näslund           | SWE  | Q    |
| 3    | 12  | Marielle Berger Sabbatel | FRA  |      |
| 4    | 13  | Nikol Kučerová           | CZE  |      |

Heat 3
| Rang | Bib | Naam            | Land | Opm. |
| ---- | --- | --------------- | ---- | ---- |
| 1    | 3   | Brittany Phelan | CAN  | Q    |
| 2    | 6   | Alizée Baron    | FRA  | Q    |
| 3    | 14  | Debora Pixner   | ITA  |      |
| 4    | 22  | Emily Sarsfield | GBR  |      |

Heat 4
| Rang | Bib | Naam                 | Land | Opm. |
| ---- | --- | -------------------- | ---- | ---- |
| 1    | 2   | Kelsey Serwa         | CAN  | Q    |
| 2    | 10  | Sanna Lüdi           | SUI  | Q    |
| 3    | 7   | Katrin Ofner         | AUT  |      |
| 4    | 15  | Anastasia Tsjirtcova | OAR  | DNF  |

#### Halve finales
Heat 1
| Rang | Bib | Naam             | Land | Opm. |
| ---- | --- | ---------------- | ---- | ---- |
| 1    | 4   | Sandra Näslund   | SWE  | Q    |
| 2    | 5   | Fanny Smith      | SUI  | Q    |
| 3    | 9   | Sami Kennedy-Sim | AUS  |      |
| 4    | 17  | Lisa Andersson   | SWE  |      |

Heat 2
| Rang | Bib | Naam            | Land | Opm. |
| ---- | --- | --------------- | ---- | ---- |
| 1    | 3   | Brittany Phelan | CAN  | Q    |
| 2    | 2   | Kelsey Serwa    | CAN  | Q    |
| 3    | 10  | Sanna Lüdi      | SUI  |      |
| 4    | 6   | Alizée Baron    | FRA  | DNF  |

#### Finales
Grote finale
| Rang   | Bib | Naam            | Land | Opm. |
| ------ | --- | --------------- | ---- | ---- |
| Goud   | 2   | Kelsey Serwa    | CAN  |      |
| Zilver | 3   | Brittany Phelan | CAN  |      |
| Brons  | 5   | Fanny Smith     | SUI  |      |
| 4      | 4   | Sandra Näslund  | SWE  |      |

Kleine finale
| Rang | Bib | Naam             | Land | Opm. |
| ---- | --- | ---------------- | ---- | ---- |
| 5    | 6   | Alizée Baron     | FRA  |      |
| 6    | 17  | Lisa Andersson   | SWE  |      |
| 7    | 10  | Sanna Lüdi       | SUI  |      |
| 8    | 9   | Sami Kennedy-Sim | AUS  |      |